# Wilczków (Żórawina)

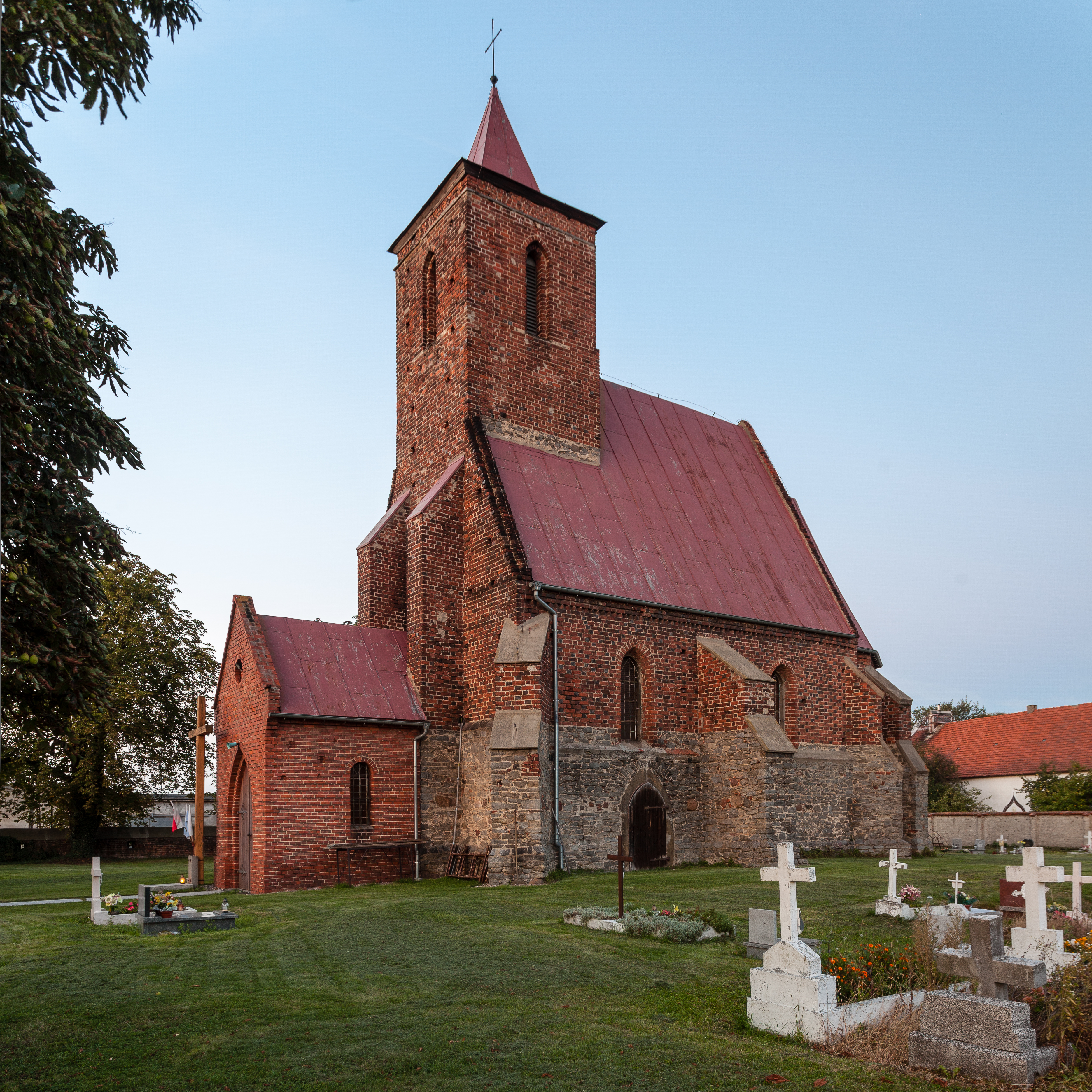
Mariä-Himmelfahrt-Kirche

Wilczków (deutsch Wiltschau; 1937–1945 Herdhausen) ist ein Dorf in der Gemeinde Żórawina (Rothsürben) in der Woiwodschaft Niederschlesien in Polen. 

## Lage
Nachbarorte sind Pełczyce (Peltschütz) im Westen, Galowice (Gallowitz) im Nordosten, Żerniki Wielkie (Groß Sürding) im Osten und Pasterzyce (Pasterwitz) im Süden. 

## Geschichte
Der Ort wurde 1307 als „Wilkow“ 1318 als „Wilzow“ und 1360 als „Wilczow“ erwähnt. Die Kirche erscheint erstmals urkundlich 1353 mit zwei Hufen für den Leutpriester. Politisch gehörte Wiltschau zum Herzogtum Breslau, mit dem es 1335 als erledigtes Lehen an die Krone Böhmen fiel, wodurch es zum Erbfürstentum wurde. Nach dem Ersten Schlesischen Krieg wurde Wiltschau mit dem größten Teil Schlesiens 1741/42 von Preußen erobert und gehörte bis 1945 zum Landkreis Breslau.  
1845 war der Besitzer Graf Louis von Schlabrendorf. Damals zählte das Dorf 45 Häuser, ein Schloss, ein Vorwerk, 464 Einwohner (83 katholisch und der Rest evangelisch), eine 1743 geweihte evangelische Pfarrkirche unter dem Patronat des Dominiums (eingepfarrt: Wiltschau, Bogenau, Guckelwitz, Jackschenau, Kreike, Pasterwitz, Pollogwitz, Rothsürben, Schönbankwitz und Sürding), eine evangelische Schule mit einem 1840 neu errichteten Schulhaus, ein Lehrer und ein Hilfslehrer (eingeschult: Gallowitz, Pasterwitz und Wiltschau), eine katholische Majoratskirche in dem jeden vierten Sonntag Gottesdienst gehalten wurde (Adjunkt der Pfarrkirche von Prisselwitz), ein Pfarrwidum ohne Gebäude (eingepfarrt: Wiltschau, Pasterwitz und Peltschütz), zwei Windmühlen, drei Wirtshäuser, zehn Handwerker und zwei Krämer.
1937 erfolgte unter den Nationalsozialisten die Umbenennung in Herdhausen. Als Folge des Zweiten Weltkrieges fiel Herdhausen 1945 mit dem größten Teil Schlesiens an Polen und wurde in Wilczków umbenannt. Die deutsche Bevölkerung wurde 1946/47 vertrieben. Die neu angesiedelten Bewohner waren zum Teil Vertriebene aus Ostpolen. 1975 bis 1998 gehörte Wilczków zur Woiwodschaft Breslau. Die evangelische Pfarrkirche wurde nach 1945 abgerissen. 

## Sehenswürdigkeiten
- Sühnekreuz
- Mariä-Himmelfahrt-Kirche